# Sanningsvärde
Ett sanningsvärde är ett värde tilldelat ett påstående grundat på huruvida detta är uppfyllt eller ej.

## Symboliska sanningsvärden
I en två-värd kontext är ett påstående som är uppfyllt sant, och ett som inte är uppfyllt är icke-sant. Falskt är ett annat ord för icke-sant så ett påstående i en två-värd kontext är antingen sant eller falskt. Dessa två kan symboliskt betecknas med två valfria tecken till exempel S och F, eller 1 och 0. Dessa symboliska sanningsvärden används som invärden och resultat i sanningstabeller och sanningsfunktioner.
Det finns också flervärd logik med fler än två symboliska sanningsvärden. Den vanligaste är trevärd logik med t (true), f (false), u (undefined).

## Numeriska sanningsvärden
Ett sanningsvärde kan också representeras av ett talvärde som öppnar möjligheten att hantera dem med matematiska metoder. George Boole fann att talen 1 och 0 hade goda egenskaper för att utföra två-värda logiska operationer med matematiska metoder och skapade den Booleska algebran.
Med idén om 'gradvis sanning' eller delvis sanning utanför två-värda kontexter, blir graden av sanning till ett gradvis procentuellt värde mellan 100% och 0%, som ju är lika med talen 1 och 0.
I Lukasiewicz trevärdeslogik och i suddig logik (fuzzy logic) motsvarar 1 och 0 'sant' och 'falskt' och den grad man värderar placeras mellan 'sant' och 'falskt'.